# Yannick Weber
Yannick Weber, född 23 september 1988 i Morges, är en schweizisk professionell ishockeyspelare som spelar för Nashville Predators i NHL. Han har tidigare representerat Montreal Canadiens och Vancouver Canucks.
Weber valdes som 73:e spelare totalt av Montreal Canadiens i NHL-draften 2007.